# Dicloroisoprenalina

La dicloroisoprenalina (DCI), anche nota col nome di  dicloroisoproterenolo, è stato il primo betabloccante mai sviluppato. È non-selettivo per i recettori β1-adrenergici e β2-adrenergici. 

I due enantiomeri della dicloroisoprenalina

 DCI ha una bassa potenza e ha un ruolo come parziale agonista/antagonista sui recettori sopracitati.
Sebbene da solo DCI non ha mostrato alcun valore clinico, sviluppi successivi hanno poi portato alla nascita dei candidati ai test clinici pronetalolo (poi ritirato a causa di potenziale carcinogenicità) e, successivamente, propranololo (il primo vero betabloccante).
La dicloroisoprenalina è una miscela racemica di enantiomeri.